# Braunichswalde
Braunichswalde est une commune rurale de Thuringe (Allemagne), située dans l'arrondissement de Greiz. Elle fait partie de la 'Communauté d'administration Ländereck (Verwaltungsgemeinschaft Ländereck).

## Géographie

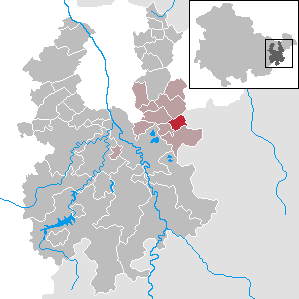
Situation de la commune (en rouge) dans l'arrondissement

Braunichswalde est située à l'est de l'arrondissement, à la limite avec l'arrondissement de Zwickau (Saxe). La commune appartient à la communauté d'administration Ländereck et se trouve à 18 km au sud-est de Gera et à 18 km au nord de Greiz, le chef-lieu de l'arrondissement.
La commune est composée des deux villages de Braunichswalde et Vogelgesang.
Communes limitrophes (en commençant par le nord et dans le sens des aiguilles d'une montre) : Rückersdorf, Crimmitschau, Seelingstädt et Linda b. Weida.

## Histoire
La première mention du village de Braunichswalde date de 1230 sous el nom de Villa Brunswalde.
En 1547, Seelingstädt, qui est un village libre et non-soumis à un seigneur est incorporé à la Saxe albertine qui deviendra le royaume de Saxe. La première école y voit le jour en 1570.
Seelingstädt a fait partie du duché de Saxe-Altenbourg (cercle oriental ostkreis) jusqu'en 1918 et elles ont été intégrées au land de Thuringe en 1920 (arrondissement de Gera). Après la seconde Guerre mondiale, il est intégré à la zone d'occupation soviétique puis à la République démocratique allemande en 1949 au district de Gera (arrondissement de Gera). Ils avaient auparavant brièvement fait partie de l'arrondissement de Schmölln puis de Werdau.
En 1949, la découverte de gisements d'uranium par la Wismut SDAG entraîne une exploitation industrielle intensive de cette ressource. La commune de Vogelgesang est intégrée à Braunichswalde en 1958.

## Démographie
Commune de Braunichswalde dans ses dimensions actuelles :
| 1910 | 1933 | 1939 | 1995 | 2000 | 2005 | 2010 |
| ---- | ---- | ---- | ---- | ---- | ---- | ---- |
| 822  | 803  | 812  | 655  | 714  | 689  | 625  |

## Communications
La commune est traversée par la route régionale L1081 se dirige au nord vers Ronneburg et Gera et Seelingstädt au sud. La L2336 rejoint au sud-ouest Berga/Elster.